# Nieder-Erlenbach

L'arrondissement (en rouge) au sein de la ville de Francfort-sur-le-Main

Francfort-Nieder-Erlenbach (en allemand : Frankfurt-Nieder-Erlenbach) est un arrondissement de Francfort-sur-le-Main.
Il se compose du quartier éponyme.